# Asia Fistball Association
Die Asia Fistball Association (AFA) ist der asiatischen Kontinentalverband der International Fistball Association (IFA) und dient dem Zusammenschluss der nationalen Faustballverbände Asiens. Die AFA wurde im Rahmen einer Videokonferenz der beteiligten Verbände und der IFA gegründet.

## Organisation

### Präsident
Cheng Tsz-man aus Hongkong wurde 2021 zum ersten Präsidenten der AFA gewählt und vertritt diese nach innen und außen.

### Präsidium AFA
Das Präsidium der Asia Fistball Association wird für eine Dauer von zwei Jahren gewählt. Zum aktuellen Präsidium der AFA zählen fünf Personen. Hinzu kommen insgesamt drei Assistenten.
| Name              | Nationalität      | Funktion           | von         | bis |
| ----------------- | ----------------- | ------------------ | ----------- | --- |
| Cheng Tsz-man     | Hongkong          | Präsident          | 9. Mai 2021 |     |
| S.Kevin Anandaraj | Indien            | Vizepräsident      | 9. Mai 2021 |     |
| Chan Tik-hei      | Hongkong          | Präsidiumsmitglied | 9. Mai 2021 |     |
| Lee Po-Yi         | Chinesisch Taipeh | Präsidiumsmitglied | 9. Mai 2021 |     |
| Waichiro Horiuchi | Japan             | Präsidiumsmitglied | 9. Mai 2021 |     |

Assistent Präsident: Wong Kwun-fung ( Hongkong)
Assistenten für Präsidiumsmitglieder aus ihrem Land: Wu Chun-chung ( Hongkong), Lee Yung-Chang ( Chinesisch Taipeh)

## Mitgliedsverbände
Aktuell zählt die Asian Fistball Association 13 Mitgliedsverbände.
| Land                | Verband                                                    | Kürzel |
| ------------------- | ---------------------------------------------------------- | ------ |
| Afghanistan         | Fistball Federation of the Islamic Republic of Afghanistan |        |
| Volksrepublik China | Chinese Fistball Promotion Committee                       |        |
| Hongkong            | Fistball Association of Hong Kong China Ltd                |        |
| Indien              | Fistball Federation of India                               | FFI    |
| Iran                | Fistball Iran                                              |        |
| Japan               | Japan Fistball Association                                 | JFA    |
| Südkorea            | South Korea Fistball Federation                            |        |
| Kuwait              | Kuwait Fistball Federation                                 |        |
| Mongolei            | Fistball Mongolia                                          |        |
| Nepal               | Everest Fistball Club Nepal                                |        |
| Pakistan            | Pakistan Fistball Federation                               |        |
| Sri Lanka           | Fistball Association of Sri Lanka                          |        |
| Chinesisch Taipeh   | Chinese Taipei Fistball Association                        | CTFAT  |

## WM-Teilnehmer
1999 nahm mit der Japanischen Faustballnationalmannschaft der Männer zum ersten Mal eine asiatische Nationalmannschaft an einer Faustball-Weltmeisterschaft teil. Bis heute haben vier verschiedene Nationen an Weltmeisterschaften teilgenommen.

### Männer
| Jahr | Teilnehmer | Teilnehmer        |
| ---- | ---------- | ----------------- |
| 1999 | Japan      |                   |
| 2003 | Japan      |                   |
| 2007 | Japan      | Chinesisch Taipeh |
| 2011 | Japan      |                   |
| 2015 | Pakistan   |                   |
| 2019 | Japan      |                   |
| 2023 | Japan      |                   |

### Frauen
| Jahr | Teilnehmer |
| ---- | ---------- |
| 2002 | Japan      |
| 2006 | Japan      |

### Männliche U18
| Jahr | Teilnehmer |
| ---- | ---------- |
| 2016 | Indien     |

### Weibliche U18
| Jahr | Teilnehmer |
| ---- | ---------- |
| 2016 | Indien     |